# GLAMOS

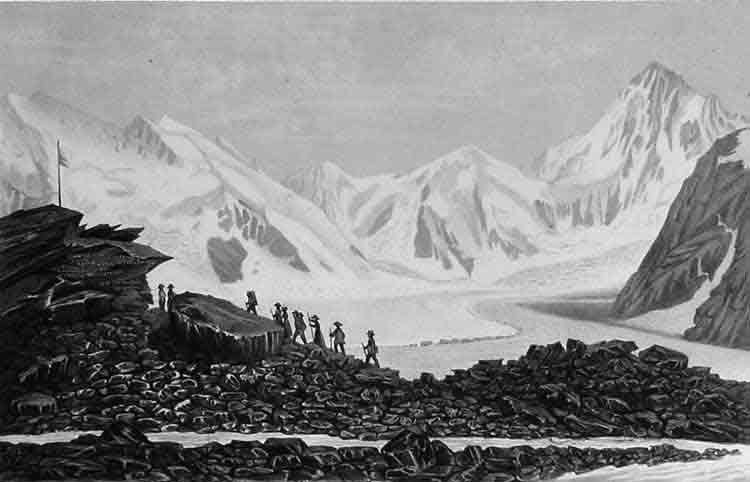
Hôtel des Neuchâtelois 1840: Unterschlupf der Forscher am Unteraargletscher

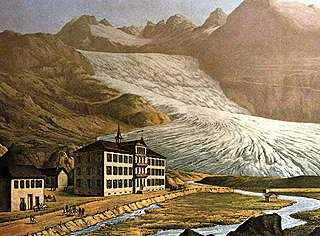
Rhonegletscher 1870

Das GLAMOS ist das Schweizerische Gletschermessnetz (englisch GLAcier MOnitoring in Switzerland). Es wird gemeinsam von einer Expertenkommission der Akademie der Naturwissenschaften Schweiz (SCNAT) und der Versuchsanstalt für Wasserbau, Hydrologie und Glaziologie der ETH Zürich (VAW/ETHZ) betrieben. Das Messnetz umfasst rund 120 Gletscherzungen in den Schweizer Alpen.

## Geschichte
Der Unteraargletscher und der Lauteraargletscher bildeten ab 1827 das erste Forschungsobjekt der neu entstandenen Gletscherforschung oder Glaziologie. Hier wirkten Franz Joseph Hugi und ab 1840 Louis Agassiz.
Das GLAMOS nahm seine Tätigkeit im 19. Jahrhundert auf. Die Beobachtung des Rhonegletschers begann 1874.
Heute werden in den Schweizer Alpen in zunehmender Anzahl Gletscher ausgemessen und überwacht, um festzustellen, wie sich Eisdicke und Länge im Laufe der Zeit verändern. Ausserdem wird im Auftrag verschiedener Bundesämter ein umfassendes Inventar über heimische Gletscher erstellt.
Das Schweizer Gletscherinventar (SGI) wurde in den Jahren 1850, 1973, 2010 und 2016 erstellt. Es enthält Flächen und Umrisse aller Gletscher in der Schweiz, bezogen auf das jeweilige Jahr. Für das Jahr 1850 basieren die Daten auf historischen Karten und geomorphologischen Aufnahmen, für die Jahre 1973 und 2010 basieren sie auf Luftbildern. Für die Gletscherinventare gibt es auf der Webseite Shapefile-Downloads.

## Messungen
Glamos misst die Längenänderungen, die Massenbilanz, die Volumenänderungen und weitere Parameter der Schweizer Gletscher.
Die Längenänderungen werden jährlich an den Zungen von etwa 100 Schweizer Gletschern gemessen. Damit können ihre langfristigen Veränderungen überblickt werden.
Die Gletschermassenbilanz wird aus der Summe der Schneeakkumulation und Schnee-/Eisschmelze ermittelt. Sie wird an ausgewählten Schweizer Gletschern durchgeführt. Mit Punktmessungen in den Monaten April/Mai und September wird die saisonale Massenbilanz (Winter/Sommer/jährlich) für die Gesamtfläche der Gletscher errechnet. Sie wird als flächengemittelter Wert in Wasseräquivalent (WE) ausgedrückt. 
Zur Berechnung der Volumenänderungen werden aufgrund von Luftbildern digitale Höhenmodelle erstellt. Der Vergleich der Höhenmodelle ermöglicht die Berechnung von Volumenänderungen über Jahre bis Jahrzehnte. Änderungen des Gletschervolumens werden in geodätische Massenbilanzen umgerechnet, oft unter der Annahme einer Dichte von 850 kg/m³.